# Stazione di Southall
La stazione di Southall è una stazione ferroviaria situata lungo la Great Western Main Line, sita nel quartiere di Southall, nel borgo londinese di Ealing.

## Strutture e impianti

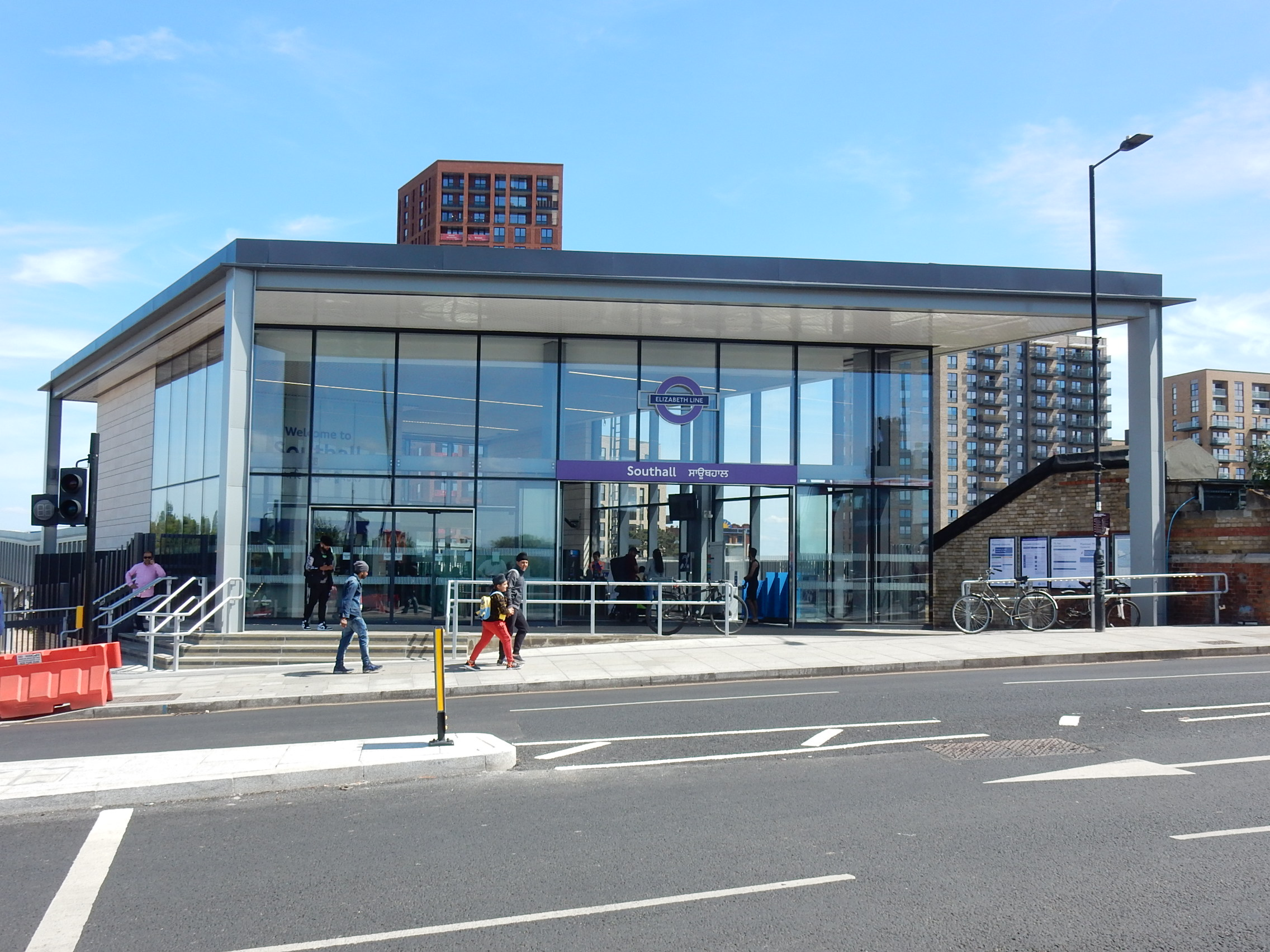
Il nuovo fabbricato viaggiatori

La stazione di Southall si trova nella Travelcard Zone 4.

## Movimento
L'impianto è servito dai treni in servizio sulla Elizabeth Line, gestiti da Transport for London.
Prima dell'istituzione dell'Elizabeth Line, l'impianto era servito dai treni della relazione Paddington-Reading/Heathrow Terminal 4 del servizio TfL Rail, nonché da alcuni servizi operati da Great Western Railway.

## Interscambi
Nelle vicinanze della stazione effettua fermata alcune linee automobilistiche urbane, gestite da London Buses.
- Fermata autobus